# C30H48O6
化学式C30H48O6，摩尔质量 504.708 g/mol，可以指：
- 羟基积雪草酸，CAS号：18449-41-7
- 阿尼麴醇，CAS号：440368-05-8

|  | 这个同类索引页列出了具有相同分子式的化学物（即同分異構體）条目。 除非您是有意链接至本页，否则应将相应条目的内部链接指向正确的条目。 |